# Množinová algebra
Množinová algebra definuje vlastnosti a zákony množinově teoretických operací sjednocení, průniku a doplňku a množinových relací rovnosti a inkluze. Poskytuje také systematické postupy pro vyhodnocování výrazů a provádění výpočtů obsahujících tyto operace a relace.
Jakýkoli systém množin uzavřený vůči množinovým operacím vytváří Booleovu algebru, ve které je sjednocení operací spojení, průnik je operací průseku, množinový doplněk je operací doplňku, nejmenší prvek je prázdná množina {\displaystyle \varnothing } a největší prvek je univerzální množina.

## Základy
Množinová algebra je množinově teoretická analogie číselné algebry. Množinové sjednocení a průnik jsou asociativní a komutativní stejně jako aritmetické operace sčítání a násobení; množinová relace „je podmnožinou“ je reflexivní, antisymetrická a tranzitivní stejně jako aritmetická relace „menší nebo rovno“.
Jde o algebru množinově teoretických operací sjednocení, průniku a doplňku a relací rovnosti a inkluze. Základní informace o teorii množin jsou ve článcích množina, teorie množin, naivní teorie množin a axiomatická teorie množin.

## Základní zákony množinové algebry
Množinové binární operace sjednocení ({\displaystyle \cup }) a průnik ({\displaystyle \cap }) vyhovují mnoha identitám. Několik těchto identit nebo „zákonů“ je pojmenovaných.
Zákony komutativity:
- {\displaystyle A\cup B=B\cup A}
- {\displaystyle A\cap B=B\cap A}

Zákony asociativity:
- {\displaystyle (A\cup B)\cup C=A\cup (B\cup C)}
- {\displaystyle (A\cap B)\cap C=A\cap (B\cap C)}

Zákony distributivity:
- {\displaystyle A\cup (B\cap C)=(A\cup B)\cap (A\cup C)}
- {\displaystyle A\cap (B\cup C)=(A\cap B)\cup (A\cap C)}

Sjednocení a průnik množin můžeme považovat za operace analogické sčítání a násobení čísel. Stejně jako sčítání a násobení, operace sjednocení a průnik jsou komutativní a asociativní a průnik je distributivní vůči sjednocení. Na rozdíl od sčítání a násobení je také sjednocení distributivní vůči průniku.
Další dvojice zákonů definuje speciální množiny nazývané prázdná množina Ø a univerzální množina (univerzum) {\displaystyle U}; spolu s doplněk operátor ({\displaystyle A^{C}} označuje doplněk {\displaystyle A}. Tento může také být napsaný jako {\displaystyle A^{'}}, čteme s čarou). Prázdná množina nemá žádné prvky a univerzální množina má všechny možné prvky (v určitém kontextu).
Zákony identity:
- {\displaystyle A\cup \varnothing =A}
- {\displaystyle A\cap U=A}

Zákony doplňku:
- {\displaystyle A\cup A^{C}=U}
- {\displaystyle A\cap A^{C}=\varnothing }

Zákony identity (spolu s komutativními zákony) říkají že stejně jako čísla 0 a 1 jsou neutrálními prvky pro sčítání a násobení, jsou Ø a U neutrálními prvky pro sjednocení, resp. průnik.
Operace sjednocení a průnik nemají na rozdíl sčítání a násobení inverzní prvky. Zákony doplňku však poskytují základní vlastnosti unární operace, která se chová jako obdoba k množinovému doplňku.
Výše uvedených pět dvojic zákonů – komutativní, asociativní, distributivní, zákony identity a doplňku – obsahuje kompletní seznam axiomů množinové algebra, v tom smyslu, že každé pravdivé tvrzení v množinové algebře z nich může být odvozeno.